# Râul Prădătorul
Râul Prădătorul este un curs de apă, afluent al râului Horezu. 